# Romeo und Julia (1912)
Romeo und Julia ist der deutsche Titel des italienischen Stummfilmdramas Romeo e Giulietta, das Ugo Falena 1911 nach einem Drehbuch, das Augusto Genina nach der gleichnamigen Tragödie von William Shakespeare geschrieben hatte, als italienisch-französische Koproduktion realisierte. Die Rolle der Giulietta übernahm die als ‘Diva des frühen italienischen Films’ geltende Schauspielerin Francesca Bertini. Als Romeo sah man Gustavo Serena in seiner ersten Filmrolle.
Die 1909 gegründete Film d’Arte Italiana hatte sich ganz auf Kostümfilme spezialisiert. Von Pathè Frères wurde das Schablonenkolorier-Verfahren entwickelt, das bei dem Film zum Einsatz kam.

## Handlung
Zwei mächtige Adelsfamilien aus Verona, die Montecchi und die Capuleti, hassen sich bis aufs Blut. Dennoch verliebt sich Romeo Montecchi in Giulietta Capuleti. Ein alter Mönch traut die Liebenden heimlich, und es scheint, als meine es das Schicksal gut mit den beiden. Aber dann provoziert Tebaldo einen Streit, bei dem er von Romeo gefährlich verletzt wird. Romeo wird daraufhin aus der Stadt verbannt und trifft zum letzten Mal seine Liebste. In Romeos Abwesenheit verlangt Giuliettas Vater, dass sie trotz allem Tebaldo heiratet.
Giulietta sucht Hilfe bei dem alten Mönch, der sie getraut hat. Der gibt ihr ein Betäubungsmittel zu trinken, das sie 24 Stunden lang wie tot erscheinen lasst. Romeo erfährt vom vermeintlichen Tod seiner Liebsten und kehrt nach Verona zurück, wo er sich beim Anblick der schlafenden Giulietta vor Kummer selbst umbringt – kurz bevor Giulietta erwacht.
Giulietta will keine Sekunde ohne Romeo sein und stößt sich über dem toten Romeo einen Dolch in Herz.

## Hintergrund
Der Film wurde von den Firmen Film d’Arte Italiana und Pathé Frères produziert. Von Pathè Frères, deren Farbverfahren Pathécolor bei dem Film zur Anwendung kam, wurde er auch verliehen. Die Aufnahmen wurden in Rom gemacht. Regisseur Ugo Falena führte auch die Kamera. Das Drehbuch schrieb Augusto Genina. Der Film hat 16 Zwischentitel. Seine Herstellung kostete 990 Reichsmark.
Romeo e Giulietta wurde am 25. Januar 1912 in Italien uraufgeführt. Er lief auch England, Frankreich, Spanien und in Amerika, wo er am 3. Januar 1913 Première hatte. Für die Uraufführung im „Alhambra“-Theater zu Milwaukee ließ Manager Samuel ‘Roxy’ Rothafel eine eigene musikalische Untermalung komponieren und steckte die Sänger in passende historische Kostüme.
In Deutschland lag der Film am 6. Januar 1912 der Zensurstelle bei der Polizei Berlin vor und wurde unter den Nrn. 15528, 15529 für Jugendfrei befunden. Die Zensurstelle der Polizei in München dagegen sprach unter den Nrn. 7682, 7683 ein Jugendverbot aus.
Aufführungen sind belegt vom 6. – 8. April 1912 in Dolleschel's Biograph-Theater Rendsburg (als „Romeo und Julia“).

## Rezeption
“Romeo und Julia” ist die erste Verfilmung der Shakespeare-Tragödie, die sich ganz auf die tragische Geschichte der Liebenden in Verona konzentriert und den Hauptakteuren breiten Entfaltungsspielraum gewährt.
Bei seiner Uraufführung wurde der Film begeistert aufgenommen. Die eleganten Bilder wurden ebenso gerühmt wie die feinfühlige Inszenierung und die opulente Ausstattung.
Der Film wird erwähnt in
- Ball No. 125
- Cinema Muto No. 4203
- CP No. 523
- Cinema + Echo du cinema, 15.03.1912
- VUP, 09.03.1912

und ist verzeichnet bei
- Birett: Verzeichnis in Deutschland gelaufener Filme, München 1980 (München), No. 501, 1913.

## Restaurierung, Wiederaufführung
1997 wurde der Film vom Nederlands Filmmuseum analog, 2003 dann digital durch ZZ Productions in Zusammenarbeit mit dem EYE Film Instituut Nederland, vormals Nederlands Filmmuseum restauriert und kann nun wieder in den Originalfarben der Firma Pathé betrachtet werden. Die unter Verwendung von Material aus dem Museo Nazionale del Cinema di Torino, von Gosfilmofond in Moskau und der Library of Congress in Washington digital restaurierte Fassung misst noch 653 Meter und erlebte ihre Premiere beim Kulturkanal Arte, wo sie im Original mit deutschen Untertiteln am 27. Juni 2003 ausgestrahlt wurde. Arte vergab dazu auch Kompositionsaufträge für eine neue Begleitmusik.